# Leandro Tomaz Perez
Leandro Tomaz Perez (* 29. Juli 1979 in Penápolis) ist ein ehemaliger brasilianischer Fußballspieler.

## Karriere
Perez begann seine Karriere 1998 beim Zweitligisten União São João EC. 1999 wechselte er zu AE Araçatuba. Im Juli 2000 wurde er an dem japanischen Zweitligisten Mito Hollyhock ausgeliehen. Für Mito bestritt er 16 Zweitligaspiele und schoss dabei ein Tor. 2001 kehrte er zu Araçatuba zurück. Von 2003 bis 2008 war er außerdem noch bei den Vereinen Sampaio Corrêa FC, União EC, Ceilândia EC und AA Internacional (Limeira) unter Vertrag. 2008 wechselte er zum portugiesischen Zweitligisten CD Feirense. 2011 kehrte er nach Brasilien zurück und unterschrieb einen Vertrag bei CA Penapolense. Ende 2013 beendete er seine Karriere als Fußballspieler.

## Erfolge
Sampaio Corrêa
- Staatsmeisterschaft von Maranhão: 2003

Penapolense
- Staatsmeisterschaft Série A3: 2011